# George Calvert
 (juillet 2022).
Pour les articles homonymes, voir Calvert.
George Calvert (v. 1580, comté d'York – 15 avril 1632), 1er baron Baltimore, est un homme politique anglais.

## Biographie
George Calvert occupe de hauts emplois sous Jacques Ier d'Angleterre et devient membre du conseil privé, puis ministre d'État (1619). 
En 1619, afin de le récompenser pour les services rendus Jacques Ier lui octroyait une propriété de 9,3 km² dans le comté de Longford en Irlande qui fut baptisée Baltimore Manor avec le titre de baron.   

Baltimore étant également le nom d'une ville côtière au sud-ouest de l'Irlande dans le comté de Cork.
Ayant embrassé le catholicisme, il se démet de ses charges (1624), et part former un établissement à Terre-Neuve sous Jacques Ier. 
Obligé de l'abandonner à cause des incursions des Français, il obtient de Charles Ier d'Angleterre la concession de terres situées au nord de la Virginie, qui forment aujourd'hui le Maryland. Il est le père de Cecilius Calvert et de Leonard Calvert.
D’après une inscription à St. Mary’s City dans le Maryland, se référant à Calvert (traduit de l’anglais), « Pour lui remercier de ses années de service pendant son règne, le roi Jacques Ier d'Angleterre a conféré le titre de Lord Baltimore à George Calvert. La colonisation intéressait Calvert depuis longtemps, et finalement il a établi sa propre colonie à Terre-Neuve. Après un hiver grave sur l’île, Calvert s’est tourné vers le sud comme un meilleur endroit et il a pétitionné le roi Charles Ier pour une concession de terre de la baie Chesapeake. George Calvert est mort avant de voir l’octroi de la charte de Maryland. »

## Reconnaissance
La ville de Calvert (Maryland) porte son nom.

## Sources
- Marie-Nicolas Bouillet  et Alexis Chassang (dir.), « George Calvert » dans Dictionnaire universel d’histoire et de géographie, 1878 (lire sur Wikisource)